# Као де Бенос, Алехандро
Алеха́ндро Ка́о де Бено́с де Лес и Пе́рес (исп. Alejandro Cao de Benós de Les y Pérez, кор. 조선일) — северокорейский дипломат испанского происхождения, специальный представитель Комитета по культурным связям с заграничными странами КНДР. Президент Корейской ассоциации дружбы.

## Биография
Родился в 1974 году в Таррагоне, Испания. Проходил службу в испанской армии. Происхождение выводится от баронов де Лес и других аристократических родов Испании.
По собственным воспоминаниям, с юности интересовался востоком. В 1990 году в возрасте 16 лет впервые познакомился с корейскими делегатами на выставке Всемирной туристской организации в Мадриде. В 1994 году впервые посетил Пхеньян. 8 августа 2000 г. в Испании основал «Корейскую ассоциацию дружбы» (исп. Asociación Coreana de Amistad, на русскоязычных сайтах КНДР — «Общество дружбы с Кореей»).
В том же году создал первый официальный интернет-сайт КНДР.
На изъявленное Алехандро желание работать на КНДР корейские чиновники долго отвечали отказом, объясняя что таких прецедентов в стране никогда не было. Испанец напомнил им цитату Ким Чен Ира: «В корейском языке нет слова „невозможно“».
В 2002 году Као де Бенос был принят на службу правительству КНДР в должности «специальный представитель Комитета по культурным связям с заграничными странами». Он взял себе корейское имя Чо Сон Иль (조선일, «Корея — одна»).
В этой должности содействует в организации поездок культурных делегаций, бизнесменов и туристов в КНДР, привлечению инвестиций, выполняет дипломатические поручения.
Проживает поочередно в Корее и в Испании. В Европе дает комментарии СМИ по корейскому вопросу, является автором статей и книг о Корее.
Награждён Орденом Дружбы, Орденом Национального знамени, медалью Основания Республики, званием почетного журналиста Центрального Комитета радио и телевидения КНДР и дипломом Комитета по культурным связям с зарубежными странами.

## Цитаты
«Если бы я брал по 5 сентаво за каждый раз когда меня спрашивают „каково быть испанцем в Северной Корее?“, я бы стал миллионером».

## Книги и публикации
- А. Као де Бенос. Антисеверокорейские неправительственные организации форсируют свою кампанию. 2004.
- А. Као де Бенос. Корея — форпост Сонгун. (выходные данные неизвестны, о книге сообщается в публикации журнала «Корея сегодня», № 5 (май 2011))
- А. Као де Бенос. Общество и его система // «Корея сегодня», № 6 (июнь 2012) с. 17.

## Награды
- Орден дружбы КНДР (ll степени)[7]
- Орден Государственного флага КНДР ( III степеней)
- Орден Труда КНДР

|  |  |  |
|  |  |  |